# Hermann Geiger (Geistlicher)
Hermann Geiger (* 14. März 1827 in Schwabmünchen; † 1. Dezember 1902 in München) war ein deutscher Geistlicher, römisch-katholischer Theologe und Autor.

## Leben
Hermann Geiger studierte Theologie in München und Bonn und empfing 1850 in Augsburg die Priesterweihe und wurde 1860 Kooperator in Teisendorf, Rosenheim und Traunstein. 1863 wurde er Frühmessner und Religionslehrer an der Münchner St. Ludwigskirche, später Kanonikus und Kuratpriester in München.
Geiger war Komtur des Ritterordens vom Heiligen Grab zu Jerusalem und Ehrendomherr der Patriarchalkirche zu Jerusalem. 1865 gründete er zusammen mit Therese Freiin von Gumppenberg, der Mutter von Kurienkardinal Karl August von Reisach, den Sionsverein in München, der kirchliche Einrichtungen im Heiligen Land unterstützte, insbesondere für Kinder und Jugendliche. Er organisierte und leitete persönlich ab 1884 25 bayerische Pilgerkaravanen ins Heilige Land. Ab 1885 war er Herausgeber der Pilger-Briefe die sich mit diesen Wallfahrten befassten, deren Teilnehmerzahl jedoch nie über 30 Personen hinausging.
Für sein Engagement wurde er vom Papst Leo XIII. mit dem Titel eines Päpstlichen Geheimkämmerers (Monsignore) und mit dem päpstlichen Ehrenorden Pro Ecclesia et Pontifice sowie mit dem Benefiziat von St. Ludwig geehrt.
Er war Verfasser der historischen Romane „Lydia: ein Bild aus der Zeit des Kaisers Mark Aurel“. und „Leander und Hermigild oder Die Wiedergeburt Spaniens“.
Auf Geigers Vorarbeit konnten Generalmajor Heinrich Himmel von Agisburg (1843–1915) und Domkapitular Sebastian Kirchberger (1846–1919) aufbauen, als sie 1903 in München den Bayerischen Pilgerverein vom Heiligen Land gründeten und nach österreichischem Muster, große bayerische Volkswallfahrten nach Palästina organisierten, deren erste, mit über 500 Pilgern, bereits im Juli 1904 stattfand.

## Schriften
- Lydia: ein Bild aus der Zeit des Kaisers Mark Aurel., Scheitlin Stuttgart 1857
- Leander und Hermigild: oder die Wiedergeburt Spaniens: eine Erzählung aus der Geschichte der Westgothen, Scheitlin Stuttgart 1860

sowie
- Cooperator. Anton Forsteneichner. Ein Lebensbild. (Separat-Abdruck aus den Jugendblättern 1866), Zipperer München 1866
- Pilgerfahrt über Loreto nach Jerusalem, Damaskus und Konstantinopel: Vom 23. April bis 14. Juni 1889; Gedenkblatt der XII. Münchener Karawane, Moriell 1889
- Pilgerfahrt über Loreto und Rom nach Jerusalem Smyrna und Konstantinopel. (15. April bis 11. Juni 1890)., F. X. Geiß München 1890
- Tagebuch des 25. Bayerischen Pilgerzuges in das heilige Land oder Reise durch Italien, Griechenland, Ägypten, Palästina und Syrien im Frühling 1902, Kösel 1903, zusammen mit Anton Müller